# Patricia Allison
Patricia Allison (ur. 4 grudnia 1994 w Londynie) – brytyjska aktorka. Po serii gościnnych występów telewizyjnych otrzymała swoją pierwszą dużą rolę jako Ola Nyman w komediodramacie Netfliksa Sex Education (2019–2021).

## Młodość
W wieku dziesięciu lat wystąpiła w adaptacji powieści Oliver Twist w Royal Opera House. Po ukończeniu szkoły przez dwa lata studiowała teatr muzyczny w Colchester Institute, a następnie odbyła czteroletni kurs w East 15 Acting School w Loughton, gdzie uzyskała tytuł licencjata sztuki w dziedzinie aktorstwa.

## Kariera
W 2018 roku Allison zagrała niewielką rolę Marguerite w miniserialu BBC Nędznicy, w 2019 roku wcieliła się w rolę Oli Nyman w komediodramacie Sex Education. W 2020 roku jej rola została awansowana do głównej postaci. Jednak nie powróciła do serialu w jego czwartym sezonie, który został wyemitowany w 2023 roku.